# Mimela puella
Mimela puella är en skalbaggsart som beskrevs av Gilbert John Arrow 1912. Mimela puella ingår i släktet Mimela och familjen Rutelidae. Inga underarter finns listade i Catalogue of Life.